# Limun
Limun (lat. Citrus ×limon) je stablo iz roda Citrus (porodica Rutaceae) i njegov plod. Rezultat je davnog križanja po svoj prilici pomela i citrone, ali već stoljećima uspijeva kao samostalno stablo koje se razmnožava reznicama ili cijepljenjem.

## Varijacije
Limun se širom svijeta uzgaja u nebrojenim varijacijama koje, navodno, više niti botaničari ne registriraju. Razlike između novih varijacija su samo u vanjskom izgledu, dok njihove prehrambena svojstva i gospodarski značaj ostaju nepromijenjeni. Naime, limun se vrlo rijetko koristi kao svježe voće, tako da manje promjene okusa nisu previše važne. Za industrijsku upotrebu je dobra bilo koja varijacija osim, možda, onih koje nisu dovoljno trajne, pa ih se mora vrlo brzo nakon branja iskoristiti. Takve su, na primjer, gotovo nepoznate varijacije crvenih i slatkih limuna čiji su plodovi doduše kiseli, ali su istovremeno i slatki, pa ih uzgajivači koriste kao svježe voće. Njihov plod, kad se ubere, mora se potrošiti u dva-tri dana, pa je zbog toga gotovo nepoznat.
Limune uglavnom dijelimo na žute i zelene, no to je samo komercijalna podjela, jer rastu na istom drvetu. Zeleni limun se razvija iz proljetnog cvijeta drveta umjetno, namjerno izazvanom sušom koja mora trajati četrdeset dana između lipnja i srpnja. Tako dobiven proljetni plod ima tanku, zelenu koru i vrlo sočno "meso". Takav plod podnosi duga putovanja i skladištenje pa je moguć izvoz po cijelom svijetu. Uobičajeni žuti plodovi, koji su uobičajeni na tržištu, rastu na istom drvetu, samo što dozrijevaju zimi. Ovaj način korištenja drveta značajno skraćuje njegov životni vijek, ali kako je vrlo isplativ, vrlo često se koristi.

## Opis
Limun je manje drvo, visoko od 3 do 6 metara. Mladi izboji i cvjetni listići su ljubičasti. Plod je žute boje, unutrašnjost mu je bezbojna, ovalnog do gotovo okruglog oblika, obično uz peteljku malo udubljen sa šiljastim završetkom na suprotnom kraju. Kora može biti lagano hrapava ili glatka, a s unutrašnje strane obložen je bijelom spužvastom ovojnicom koja se zove albedo i nije jestiva. Biljka se ponekad uzgaja kao ukras, ali općenito nasadi se uzgajaju radi dobivanja plodova. 
U odgovarajućem podneblju limunovo drvo rodi dva put godišnje. Proljetna cvatnja iz koje izrastaju najbolji plodovi traje najmanje dva mjeseca. Isto toliko dugo zreli plodovi mogu čekati branje na grani, što dozvoljava neprekidno branje tijekom cijele zime, od studenog pa do travnja ili svibnja. Druga cvatnja, koja se u komercijalnim nasadima izaziva prisilno, traje u kolovozu i rujnu, a plodovi se počinju brati u svibnju, odmah nakon što se poberu zadnji zimski plodovi.
Jedan limun ima oko 57% jestive tvari, na koru otpada 40% a na sjemenke oko 3%. Naravno, pri tome se mora uzeti u obzir da su to prosječne vrijednosti i da razni varijeteti mogu značajno odstupati od navedenog. Iz toga proizlazi da se limun ne koristi samo za dobivanje soka i limunske kiseline. Od kore se radi kandirano voće i dobivaju esencije i pektin. Od sjemenki se dobiva ulje, a ostatak se prerađuje za životinjsku hranu. Jedno odraslo drvo u povoljnim klimatskim uvjetima daje 600 do 800 plodova godišnje.

## Sok i esencija
Plod limuna sadrži od 40 do 50% soka. Boja soka je žuta do blijedo zelena, a okus kiseo. Sadrži do 8% limunske kiseline, manje količine drugih organskih kiselina, oko 3% šećera i puno vitamina, prije svega vitamin C. Prije upotrebe ga se pasterizira ili koncentrira. Pasterizirani sok koji je i bez konzervansa trajan najmanje jednu godinu, koristi se kao dodatak jelima i pićima. Koncentrirani sok se obično koristi za daljnju industrijsku preradu za gotova jela i pića.
Limunsko eterično ulje je žuta tekućina s izrazitim mirisom na limun, i potpuno je topivo u alkoholu. Sastoji se pretežno (oko 90%) od limunina. Industrijski ga deterpeniraju vakuumskom destilacijom ili uz pomoć otapala. Tako pročišćeno ulje koristi se prije svega u prehrambenoj industriji (likeri, kolači) i za izradu parfema. Industrija sredstava za čišćenje i deterdženata koristi ulje prije deterpenacije i čak ga razrjeđuje s jeftinijim proizvodima, primjerice s parafinskim uljem.

## Medicina
Još puno prije moderne faramakologije, limun se koristio kao lijek. Kad se još nije znalo za vitamine i koliko su korisni za zdravlje, limun je korišten kao lijek. Prije svega, smatralo ga se učinkovitim sredstvom protiv krvarenja otvorenih rana i za čišćenje zagnojenih rana. Limun je nezamjenjiv kod liječenja skorbuta što su znali još antički pomorci koji su na svako daleko putovanje uzimali sa sobom velike zalihe limuna.
Na Siciliji, koja je imala velike probleme s opskrbom pitkom vodom, oduvijek se u sve zalihe pitke vode stavljalo svježe polovice limuna. Ljudi su iz iskustva znali da limun dezinficira vodu, a moderna znanost je to potvrdila. Možda iz tog prastarog običaja proizlazi današnja navika da poslužujemo vodu s režnjem limuna.
Limun je jedna od najkorisnijih namirnica na našem planetu. Štiti od jako velikog broja bolesti, da ga se s pravom može nazvati super-hranom. Pun je nutrijenata: sadrži bioflavonoide, pektin, folnu kiselinu, vitamini C, A, B1, B6, kalij, kalcij, magnezij, fosfor, mangan. Povoljno djeluje na rad jetre, crijeva, želuca, imunog, živčanog i kardiovaskularnog sustava. Redovito konzumiranje limuna, može spriječiti bolesti poput laringitisa, bronhitisa, gripe, prehlade, artritisa, visokog krvnog tlaka, bakterijskih infekcija, bubrežnih i žučnih kamenaca, a prema najnovijim istraživanjima i raka! Zahvaljujući limunskoj kiselini, neutralizira otrovne tvari i njihovo djelovanje, olakšava probavu i ubrzava razlaganje masti. Sadrži visok postotak selena i vitamina C, koji povećavaju obrambenu moć i usporavaju starenje i vitamina B, neophodnog živčanom sustavu.
| 100 g limuna sadrži: |           |           |       |        |        |          |           |
| kcal                 | kJoule    | voda      | masti | kalij  | kalcij | magnezij | vitamin C |
| 35 – 56              | 151 – 235 | 84 – 90 g | 0,6 g | 149 mg | 11 mg  | 28 mg    | 51 mg     |

100 g limuna tako pokriva 7 1% dnevne potrebe vitamina C za odraslu osobu i 7 % dnevne potrebe kalija, 1 %  kalcija i 9 %  magnezija.

## Najveći proizvođači
Podaci se odnose na 2004. godinu.
| Rang | Država     | Količina (1000 t) | Rang | Država       | Količina (1000 t) |
| ---- | ---------- | ----------------- | ---- | ------------ | ----------------- |
| 1    | Meksiko    | 1825              | 9    | Italija      | 550               |
| 2    | Indija     | 1420              | 10   | Turska       | 535               |
| 3    | Iran       | 1100              | 11   | Egipat       | 300               |
| 4    | Španjolska | 1050              | 12   | Peru         | 255               |
| 5    | Argentina  | 950               | 13   | Južna Afrika | 210               |
| 6    | Brazil     | 950               | 14   | Čile         | 150               |
| 7    | SAD        | 732               | 15   | Gvatemala    | 143               |
| 8    | Kina       | 618               | 16   | Grčka        | 110               |